# Burgruine Gutrat

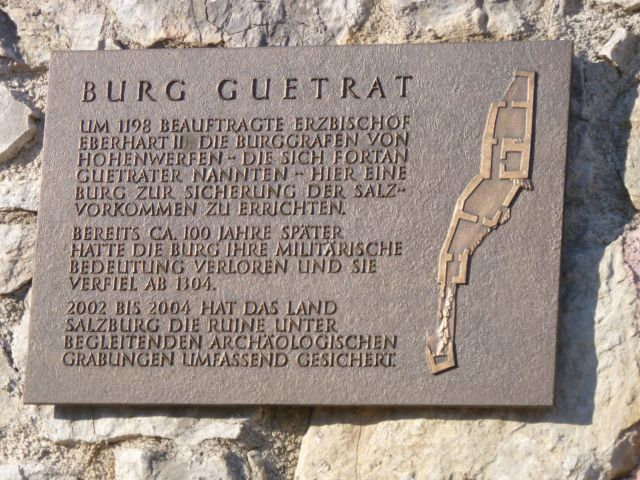
Burgruine Gutrat: Gedenktafel

Die Burgruine Gutrat, auch Gutrath, alt Guetrat geschrieben, ist die Ruine einer Felsenburg bei Hallein im Bundesland Salzburg in Österreich.

## Lage
Die Burg thront auf 622 m ü. A. weithin sichtbar auf einem Kalkfelsen über dem Salzachtal. Die Burganlage erstreckt sich in Nord-Süd-Richtung dem schmalen Burgfelsen folgend.

## Geschichte
Die Burg Gutrat wurde zum Schutz der im 12. Jahrhundert wiederentdeckten Saline am Fuß des Tuval-Bergs nördlich von Hallein im Auftrag des Erzbischofs Adalbert III. errichtet. Als Bauherr wurde der Burggraf von Hohenwerfen Chuno von Werfen-Schnaitsee beauftragt.
Chuno von Werfen war ein Ministerialen (Dienstmann) des Salzburger Erzbischofs. Ab 1209 nannte sich Chuno nach seiner zu dem Zeitpunkt vermutlich bereits fertiggestellten und freieigenen Burg „von Gutrat“. Die Festung Gutrat sollte die Macht des Erzbischofs über das Salzachtal stärken und die streitigen Besitzrechte mit der Fürstpropstei Berchtesgaden endgültig zugunsten des Erzstifts Salzburg entscheiden.
Nachdem die Saline versiegt war, verlor die Burg schnell an Bedeutung. Um das Jahr 1300 fiel das Geschlecht der Gutrater beim Salzburger Erzbischof in Ungnade. Die ehemals freieigene Burg Gutrat ging in den Besitz des Erzbistums über und wurde den Gutratern als Lehen verliehen. Nach dem Tod des letzten Gutrater 1304 wurde die Burg dem Verfall überlassen.
Zur Abbildung des Ausschnitts der 1626 von Johann Faistenauer gefertigten Karte Das Landt und Fürstliche Stifft Berchtolsgaden ist anzumerken, dass die darin angezeigte rote Linie dem Grenzverlauf zwischen der Fürstpropstei Berchtesgaden und dem Erzstift Salzburg entspricht und in der linken oberen Ecke der Berg „Gvedrath“ mit Burgruine verzeichnet ist.

Johann Faistenauer: Das Landt und Fürstliche Stifft Berchtolsgaden (1626)
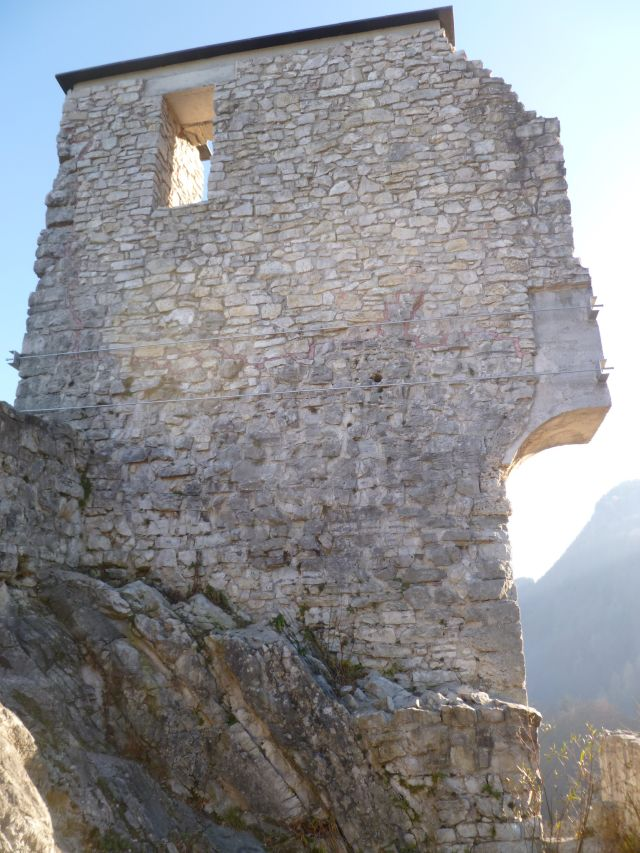
Burgruine Gutrat: Blick zur Hochburg
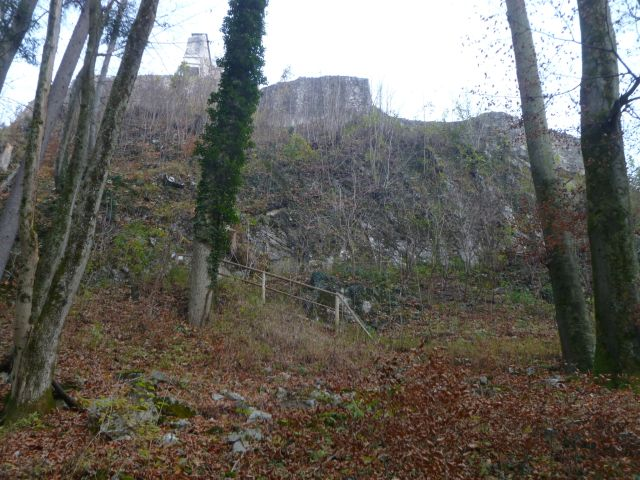
Burgruine Gutrat: Außenmauer
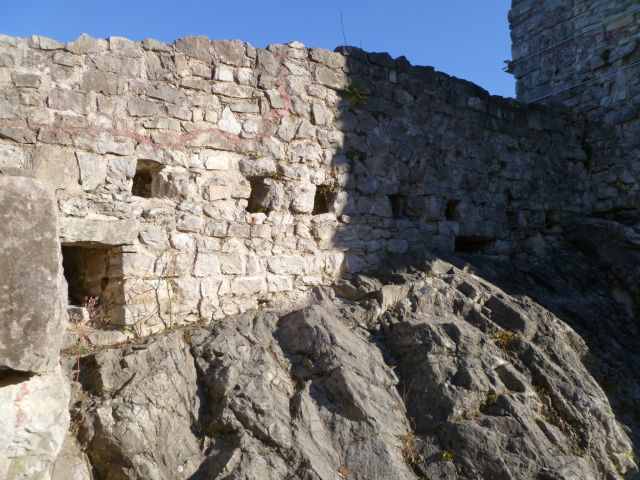
Burgruine Gutrat: Löcher für Holzdecke

## Anlage
Von der ehemaligen Burganlage ist heute nur noch wenig erhalten. An ihrem höchsten Punkt im Norden befindet sich aber noch der Palas, an den der ehemalige Bergfried direkt anschließt. Südlich der Hauptburg vorgelagert liegen zwei polygonale Vorhöfe, die an ihrem Südende von einem kleinen Torturm abgeschlossen werden. Erreichbar ist die Ruine fußläufig in etwa einer Stunde über den Salzquellenweg im Halleiner Ortsteil Au. Der Zugang zur Burgruine selbst erfolgt über einen schmalen Felsgrat, der an seinem Wendepunkt von einem kleinen turmartigen Bauwerk geschützt wird.
Die Burgruine Gutrat wurde zwischen 2002 und 2004 vom Land Salzburg saniert (s. Abb. der Gedenktafel) und ist heute in Privatbesitz.